# Фьодор Гладков
Фьодор Василиевич Гладков (на руски: Фёдор Васильевич Гладко́в), (1883–1958), е руски и съветски писател, представител на социалистическия реализъм. Член на Руската комунистическа партия (болшевики) от 1920 година.

## Творчество
В своите очерци, разкази и повести, писани преди Октомврийската революция, пресъздава острите социални противоречия в руската действителност, описва развитието и закаляването на революционния пролетариат, неговия щурм срещу руската царска самодържавна система. Гладков отразява в своето творчество тържеството на Октомврийската революция, раждането на първата в света социалистическа държава. 
| „ | „Той става вдъхновен художник на великото преобразование на своята необятна родина, на нейното смело тръгване към комунистическото бъдеще.“ | “ |

## Произведения

### Романи и повести
- „Цимент“, роман, 1925 г., изцяло преработен през 1930 г. (за възстановяването на промишлеността в Съветска Русия в началото на 1920-те години);
- „Енергия“, роман, 1933 г. (за строителството на водната електроцентрала „ДнепроГЕС“ на река Днепър в Запорожието);
- „Брезова горичка“, повест, 1941 г.

### Автобиографична трилогия
- „Повест за детството“, 1949 г.
- (на руски: „Вольница“), 1950
- (на руски: „Лихая година“), 1954.